# Galina Voskobóieva
Galina Olégovna Voskobóieva (en rus: Галина Олеговна Воскобоева, Moscou, URSS, 18 de desembre de 1984) és una tennista professional kazakh d'origen rus. Va ser nacionalitzada kazakh l'any 2008 i va defensar aquesta nació fins a la seva retirada.
En el seu palmarès consten cinc títols de dobles femenins mentre que individualment va arribar a ser finalista en una ocasió. La seva posició més alta en la classificació individual de la WTA és el 84 l'any 2006, mentre que en la modalitat de dobles femenins va ser el lloc 31 (2007).

## Palmarès

### Individual: 1 (0−1)
| Llegenda                                  |
| ----------------------------------------- |
| Grand Slam (0−0)                          |
| WTA Tour Championships / WTA Finals (0−0) |
| Premier Mandatory (0−0)                   |
| Premier 5 (0−0)                           |
| Premier (0−0)                             |
| International (0−1)                       |

| Títols per superfície |
| --------------------- |
| Dura (0−1)            |
| Gespa (0−0)           |
| Terra batuda (0−0)    |

| Resultat  | Núm. | Data                   | Torneig             | Superfície | Oponent               | Marcador       |
| --------- | ---- | ---------------------- | ------------------- | ---------- | --------------------- | -------------- |
| Finalista | 1.   | 25 de setembre de 2011 | Seül, Corea del Sud | Dura       | M.J. Martínez Sánchez | 6−7(0), 6−7(2) |

### Dobles femenins: 18 (5−13)
| Abans de 2009                | Després de 2009         |
| ---------------------------- | ----------------------- |
| Grand Slam (0−0)             |                         |
| WTA Tour Championships (0−0) |                         |
| Tier I (0−1)                 | Premier Mandatory (0−0) |
| Tier II (0−0)                | Premier 5 (0−0)         |
| Tier III (0−1)               | Premier (1−2)           |
| Tier IV i V (0−1)            | International (4−8)     |

| Títols per superfície |
| --------------------- |
| Dura (3−8)            |
| Gespa (0−0)           |
| Terra batuda (2−4)    |
| Moqueta (0−1)         |

| Resultat   | Núm. | Data                   | Torneig                | Superfície   | Parella              | Oponents                                | Marcador            |
| ---------- | ---- | ---------------------- | ---------------------- | ------------ | -------------------- | --------------------------------------- | ------------------- |
| Finalista  | 1.   | 9 d'octubre de 2005    | Taixkent, Uzbekistan   | Dura         | Anastassia Rodiónova | M.E. Camerin Émilie Loit                | 3−6, 0−6            |
| Finalista  | 2.   | 15 d'octubre de 2006   | Moscou, Rússia         | Moqueta (i)  | Iveta Benešová       | Francesca Schiavone Květa Peschke       | 4−6, 7−6(4), 1−6    |
| Finalista  | 3.   | 6 de gener de 2007     | Gold Coast, Austràlia  | Dura         | Iveta Benešová       | Dinara Safina Katarina Srebotnik        | 3−6, 4−6            |
| Guanyadora | 1.   | 6 de març de 2011      | Kuala Lumpur, Malàisia | Dura         | Dinara Safina        | N. Lertcheewakarn Jessica Moore         | 7−5, 2−6, [10−5]    |
| Guanyadora | 2.   | 30 d'abril de 2011     | Estoril, Portugal      | Terra batuda | Alissa Kleibànova    | Michaella Krajicek Eleni Daniilidou     | 6−4, 6−2            |
| Guanyadora | 3.   | 21 de maig de 2011     | Brussel·les, Bèlgica   | Terra batuda | Andrea Hlaváčková    | Klaudia Jans Alicja Rosolska            | 3−6, 6−0, [10−5]    |
| Finalista  | 4.   | 24 de juliol de 2011   | Bakú, Azerbaijan       | Dura         | Monica Niculescu     | Maria Korítseva Tatiana Poutchek        | 3−6, 6−2, [8−10]    |
| Finalista  | 5.   | 25 de setembre de 2011 | Seül, Corea del Sud    | Dura         | Vera Dushevina       | Natalie Grandin Vladimíra Uhlířová      | 6−7(5), 4−6         |
| Finalista  | 6.   | 23 d'octubre de 2011   | Moscou (2)             | Dura (i)     | Anastassia Rodiónova | Vania King Iaroslava Xvédova            | 6−7(3), 3−6         |
| Finalista  | 7.   | 6 d'abril de 2012      | Estoril                | Terra batuda | Iaroslava Xvédova    | C-j. Chuang Zhang Shuai                 | 6−4, 1−6, [9−11]    |
| Guanyadora | 4.   | 24 de febrer de 2013   | Memphis, Estats Units  | Dura (i)     | Kristina Mladenovic  | Sofia Arvidsson Johanna Larsson         | 7−6(5), 6−3         |
| Finalista  | 8.   | 21 de setembre de 2013 | Canton, Xina           | Dura         | Vania King           | Hsieh Su-wei Peng Shuai                 | 3−6, 6−4, [10−12]   |
| Finalista  | 9.   | 5 de gener de 2014     | Brisbane, Austràlia    | Dura         | Kristina Mladenovic  | Al·la Kudriàvtseva Anastassia Rodiónova | 3−6, 1−6            |
| Guanyadora | 5.   | 1 de març de 2014      | Acapulco, Mèxic        | Dura         | Kristina Mladenovic  | Petra Cetkovská Iveta Melzer            | 6−3, 2−6, [10−5]    |
| Finalista  | 10.  | 26 de juliol de 2017   | Budapest, Hongria      | Dura (i)     | Arina Rodionova      | Hsieh Su-wei Oksana Kalashnikova        | 3−6, 6−4, [4−10]    |
| Finalista  | 11.  | 29 de juliol de 2018   | Moscou                 | Terra batuda | Alexandra Panova     | Anastassia Potàpova Vera Zvonariova     | 0−6, 3−6            |
| Finalista  | 12.  | 14 d'abril de 2019     | Lugano, Suïssa         | Terra batuda | Veronika Kudermétova | Sorana Cîrstea Andreea Mitu             | 6−1, 2−6, [8−10]    |
| Finalista  | 13.  | 28 de juliol de 2019   | Jūrmala, Letònia       | Terra batuda | Jeļena Ostapenko     | Sharon Fichman Nina Stojanović          | 6−2, 6−7(1), [6−10] |

## Trajectòria

### Individual
| Torneig | 2002 | 2003 | 2004 | 2005        | 2006        | 2007        | 2008 | 2009        | 2010        | 2011        | 2012 | 2013        | 2014        | 2015        | 2016 | 2017 | Títols    | V – D     |
| --- | ---- | ---- | ---- | ----------- | ----------- | ----------- | ---- | ----------- | ----------- | ----------- | ---- | ----------- | ----------- | ----------- | ---- | ---- | --------- | --------- |
| Open d'Austràlia | A    | A    | Q2   | Q3          | 2R          | 1R          | 2R   | 3R          | 1R          | A           | 3R   | 1R          | 2R          | A           | A    | 1R   | 0 / 8     | 6 – 8     |
| Roland Garros | A    | A    | Q1   | Q3          | 1R          | Q2          | 2R   | 2R          | Q1          | A           | 1R   | 2R          | A           | A           | 1R   | A    | 0 / 6     | 3 – 6     |
| Wimbledon | A    | Q1   | Q2   | Q1          | Q3          | Q1          | 1R   | 1R          | A           | Q3          | 2R   | 1R          | A           | A           | A    | A    | 0 / 4     | 1 – 4     |
| US Open | A    | A    | Q2   | Q2          | 1R          | Q2          | 1R   | 1R          | A           | 1R          | 2R   | 2R          | A           | A           | A    | A    | 0 / 6     | 2 – 6     |
| Jocs Olímpics | NC   | NC   | A    | No celebrat | No celebrat | No celebrat | A    | No celebrat | No celebrat | No celebrat | 1R   | No celebrat | No celebrat | No celebrat | A    | NC   | 0 / 1     | 0 – 1     |
| Rànquing a final d'any | 402  | 157  | 137  | 137         | 118         | 103         | 136  | 94          | 102         | 528         | 58   | 82          | 69          | 259         | 372  | 401  | 373 – 313 | 373 – 313 |
| Llegenda: G: Guanyadora; F: Finalista; SF: Semifinalista; QF: Quarts de final; Q: Qualificació; A: Absent; RR: Round Robin; |      |      |      |             |             |             |      |             |             |             |      |             |             |             |      |      |           |           |

### Dobles femenins
| Open d'Austràlia | A   | 1R          | 1R          | QF          | 3R | 3R          | 2R          | A           | 2R | 2R          | 2R          | A           | A   | 2R          | A           | 1R          | A           | A   | 0 / 11    | 12 – 11   |
| Roland Garros | A   | 2R          | 1R          | 1R          | QF | 1R          | 1R          | 2R          | 2R | QF          | A           | A           | 2R  | A           | A           | 1R          | A           | A   | 0 / 11    | 10 – 11   |
| Wimbledon | A   | 1R          | 2R          | 1R          | 1R | 2R          | A           | 2R          | 3R | 2R          | A           | A           | A   | A           | Q1          | 2R          | A           | 1R  | 0 / 10    | 7 – 10    |
| US Open | 2R  | 1R          | 3R          | 2R          | 2R | 1R          | A           | 3R          | 2R | 3R          | A           | A           | A   | A           | 1R          | 1R          | A           | 1R  | 0 / 12    | 10 – 12   |
| Jocs Olímpics | A   | No celebrat | No celebrat | No celebrat | A  | No celebrat | No celebrat | No celebrat | 2R | No celebrat | No celebrat | No celebrat | 1R  | No celebrat | No celebrat | No celebrat | No celebrat | A   | 0 / 2     | 1 – 2     |
| Rànquing a final d'any | 129 | 82          | 48          | 40          | 39 | 51          | 145         | 31          | 45 | 33          | 105         | –           | 170 | 147         | 73          | 47          | 71          | 670 | 338 – 268 | 338 – 268 |
| Llegenda: G: Guanyadora; F: Finalista; SF: Semifinalista; QF: Quarts de final; Q: Qualificació; A: Absent; RR: Round Robin; |     |             |             |             |    |             |             |             |    |             |             |             |     |             |             |             |             |     |           |           |

### Dobles mixts
| Open d'Austràlia | 2R | 1R | A | A | 1R | A  | A | A | A  | A | A | A  | 0 / 3 | 1 – 3 |
| Roland Garros | A  | A  | A | A | SF | 1R | A | A | 2R | A | A | 1R | 0 / 4 | 4 – 4 |
| Wimbledon | A  | 2R | A | A | 2R | 1R | A | A | A  | A | A | 2R | 0 / 4 | 3 – 4 |
| US Open | A  | A  | A | A | 2R | A  | A | A | A  | A | A | A  | 0 / 1 | 1 – 1 |
| Llegenda: G: Guanyadora; F: Finalista; SF: Semifinalista; QF: Quarts de final; Q: Qualificació; A: Absent; RR: Round Robin; |    |    |   |   |    |    |   |   |    |   |   |    |       |       |